# Нинг Ан
Нинг Ан (англ. Ning An; род. 1 декабря 1976) — американский пианист китайского происхождения.
Окончил Консерваторию Новой Англии у Рассела Шермана.
Победитель Международного конкурса пианистов имени Капелла (2003), обладатель премий ряда других значительных пианистических конкурсов, в том числе третьей премии Кливлендского международного конкурса пианистов (1997) и третьей премии Конкурса имени королевы Елизаветы (1999).
К излюбленным авторам Ана относится, прежде всего, Шопен. Он получил несколько наград на Шестом Национальном шопеновском конкурсе (2000) и участвовал в качестве солиста в мировом турне Варшавского филармонического оркестра по случаю столетия последнего (2001).
Значительное место в репертуаре пианиста занимают также произведения Моцарта, Бетховена и Рахманинова. Вместе со своей женой Глорией Чен Нинг Ан постоянно исполняет произведения для двух фортепиано и для фортепиано в четыре руки.